# Beauzelle
Pour l’article ayant un titre homophone, voir Bozel.
Beauzelle est une commune française située dans le nord du département de la Haute-Garonne, en région Occitanie. Sur le plan historique et culturel, la commune est dans le pays toulousain, qui s’étend autour de Toulouse le long de la vallée de la Garonne, bordé à l’ouest par les coteaux du Savès, à l’est par ceux du Lauragais et au sud par ceux de la vallée de l’Ariège et du Volvestre.
Exposée à un climat océanique altéré, elle est drainée par la Garonne, un bras de la Garonne, le ruisseau de Maltemps et par divers autres petits cours d'eau, comme le Garossos, qui se jette dans la Garonne quasiment au pied du centre-ville. La commune possède un patrimoine naturel remarquable : deux sites Natura 2000 (la « vallée de la Garonne de Muret à Moissac » et « Garonne, Ariège, Hers, Salat, Pique et Neste»), trois espaces protégés (le « bras mort de Fenouillet », le « cours inférieur de la Garonne » et « Ramier des Quinze-Sols ») et deux zones naturelles d'intérêt écologique, faunistique et floristique.
Beauzelle est une commune urbaine qui compte 8 184 habitants en 2022, après avoir connu une forte hausse de la population depuis 1975. Elle appartient à l'unité urbaine de Toulouse et fait partie de l'aire d'attraction de Toulouse. Ses habitants sont appelés les Beauzellois ou  Beauzelloises.

## Géographie

### Localisation
La commune de Beauzelle se trouve dans le département de la Haute-Garonne, en région Occitanie.
Elle se situe à 9 km à vol d'oiseau de Toulouse, préfecture du département, et à 3 km de Blagnac, bureau centralisateur du canton de Blagnac dont dépend la commune depuis 2015 pour les élections départementales.
La commune fait en outre partie du bassin de vie de Toulouse.
Les communes les plus proches sont : 
Fenouillet (2,1 km), Blagnac (3,5 km), Gagnac-sur-Garonne (3,7 km), Seilh (3,8 km), Saint-Alban (4,2 km), Aucamville (4,3 km), Cornebarrieu (4,5 km), Fonbeauzard (4,6 km).
Sur le plan historique et culturel, Beauzelle fait partie du pays toulousain, une ceinture de plaines fertiles entrecoupées de bosquets d'arbres, aux molles collines semées de fermes en briques roses, inéluctablement grignotées par l'urbanisme des banlieues.
Beauzelle est limitrophe de cinq autres communes dont un quadripoint.
Les communes limitrophes sont Blagnac, Aussonne, Fenouillet, Seilh et Toulouse.
|          | Seilh     |                               |
| Aussonne | Beauzelle | La Garonne Fenouillet         |
|          | Blagnac   | Toulouse (par un quadripoint) |

### Géologie et relief
Beauzelle étend ses quelques 468 hectares entre les communes de Seilh, d'Aussonne, de Blagnac, de Toulouse et de Fenouillet. À la bonne saison, son ramier très ombragé attire promeneurs et pêcheurs.

### Hydrographie

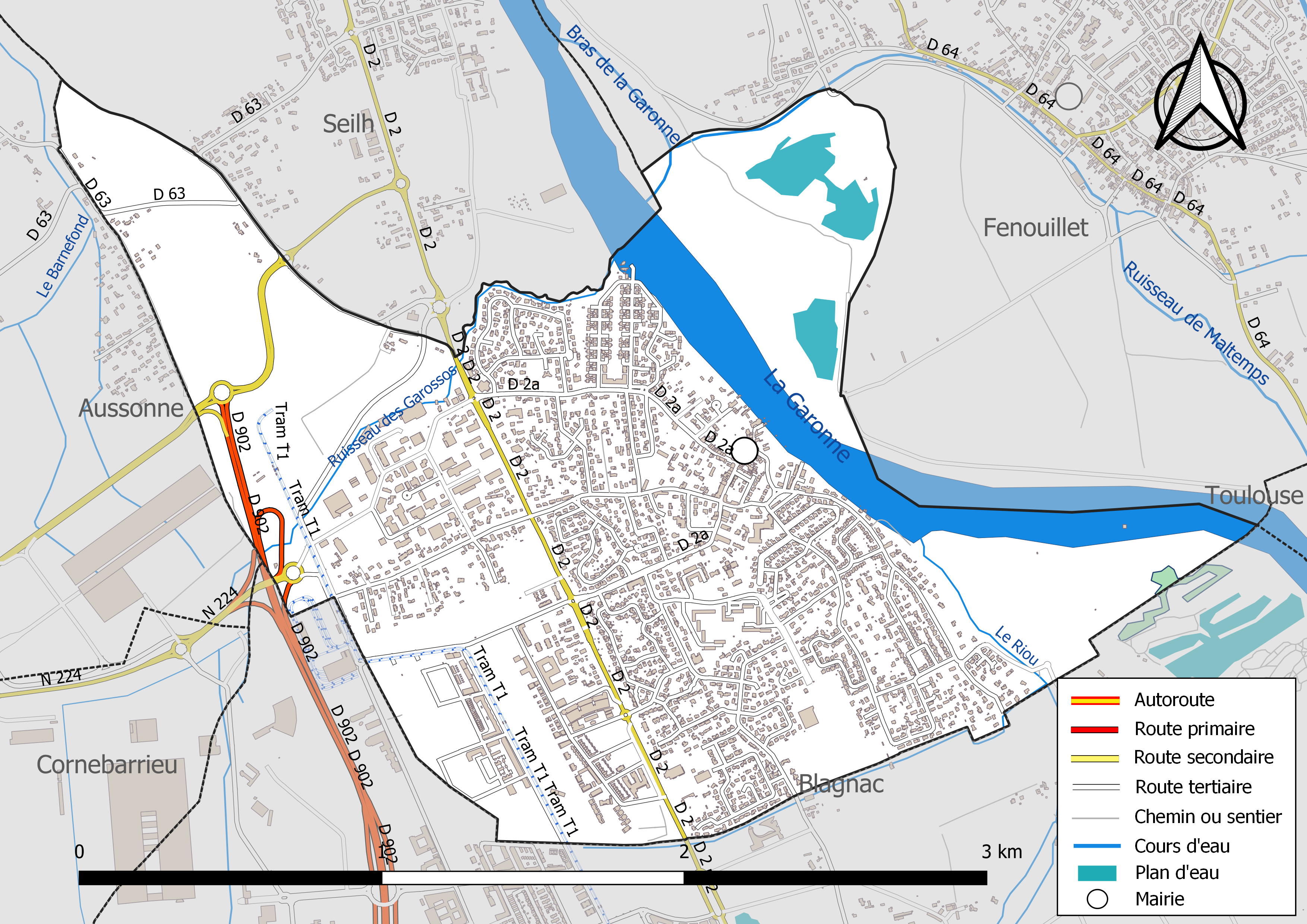
Réseaux hydrographique et routier de Beauzelle.

La commune est arrosée par la Garonne et trois petits cours d'eau qui y confluent :
Au nord de la commune, le ruisseau de Maltemps conflue avec la Garonne sur sa rive droite après avoir parcouru 6 km.
Au nord de la commune également, le ruisseau des Garossos conflue avec la Garonne sur sa rive gauche, après un parcours de 2 km où il a servi d'écoulement pour les bassins de rétention des eaux de l'aéroport Toulouse-Blagnac et du Parc des Expositions en cours de construction.
Au sud de la commune, un autre affluent en rive gauche de la Garonne, le Riou, se jette dans la Garonne au niveau du  « Ramier des Quinze-Sols », après un parcours de 4,6 km depuis l'exutoire de l'aéroport Toulouse-Blagnac.

### Climat
Pour des articles plus généraux, voir Climat de l'Occitanie et Climat de la Haute-Garonne.
En 2010, le climat de la commune est de type climat du Bassin du Sud-Ouest, selon une étude s'appuyant sur une série de données couvrant la période 1971-2000. En 2020, Météo-France publie une typologie des climats de la France métropolitaine dans laquelle la commune est exposée à un climat océanique altéré et est dans la région climatique Aquitaine, Gascogne, caractérisée par une pluviométrie abondante au printemps, modérée en automne, un faible ensoleillement au printemps, un été chaud (19,5 °C), des vents faibles, des brouillards fréquents en automne et en hiver et des orages fréquents en été (15 à 20 jours).
Pour la période 1971-2000, la température annuelle moyenne est de 13,4 °C, avec une amplitude thermique annuelle de 15,9 °C. Le cumul annuel moyen de précipitations est de 688 mm, avec 9,5 jours de précipitations en janvier et 5,7 jours en juillet. Pour la période 1991-2020, la température moyenne annuelle observée sur la station météorologique la plus proche, située sur la commune de Blagnac à 3 km à vol d'oiseau, est de 14,2 °C et le cumul annuel moyen de précipitations est de 627,0 mm,. Pour l'avenir, les paramètres climatiques de la commune estimés pour 2050 selon différents scénarios d'émission de gaz à effet de serre sont consultables sur un site dédié publié par Météo-France en novembre 2022.

### Milieux naturels et biodiversité

#### Espaces protégés
La protection réglementaire est le mode d’intervention le plus fort pour préserver des espaces naturels remarquables et leur biodiversité associée,.
Trois espaces protégés sont présents sur la commune : 
- le « bras mort de Fenouillet », objet d'un arrêté de protection de biotope, d'une superficie de 58,4 ha[16] ;
- le « cours inférieur de la Garonne », objet d'un arrêté de protection de biotope, d'une superficie de 452,7 ha[17] ;
- le « Ramier des Quinze-Sols », objet d'un arrêté de protection de biotope, d'une superficie de 40,5 ha[18].

#### Réseau Natura 2000

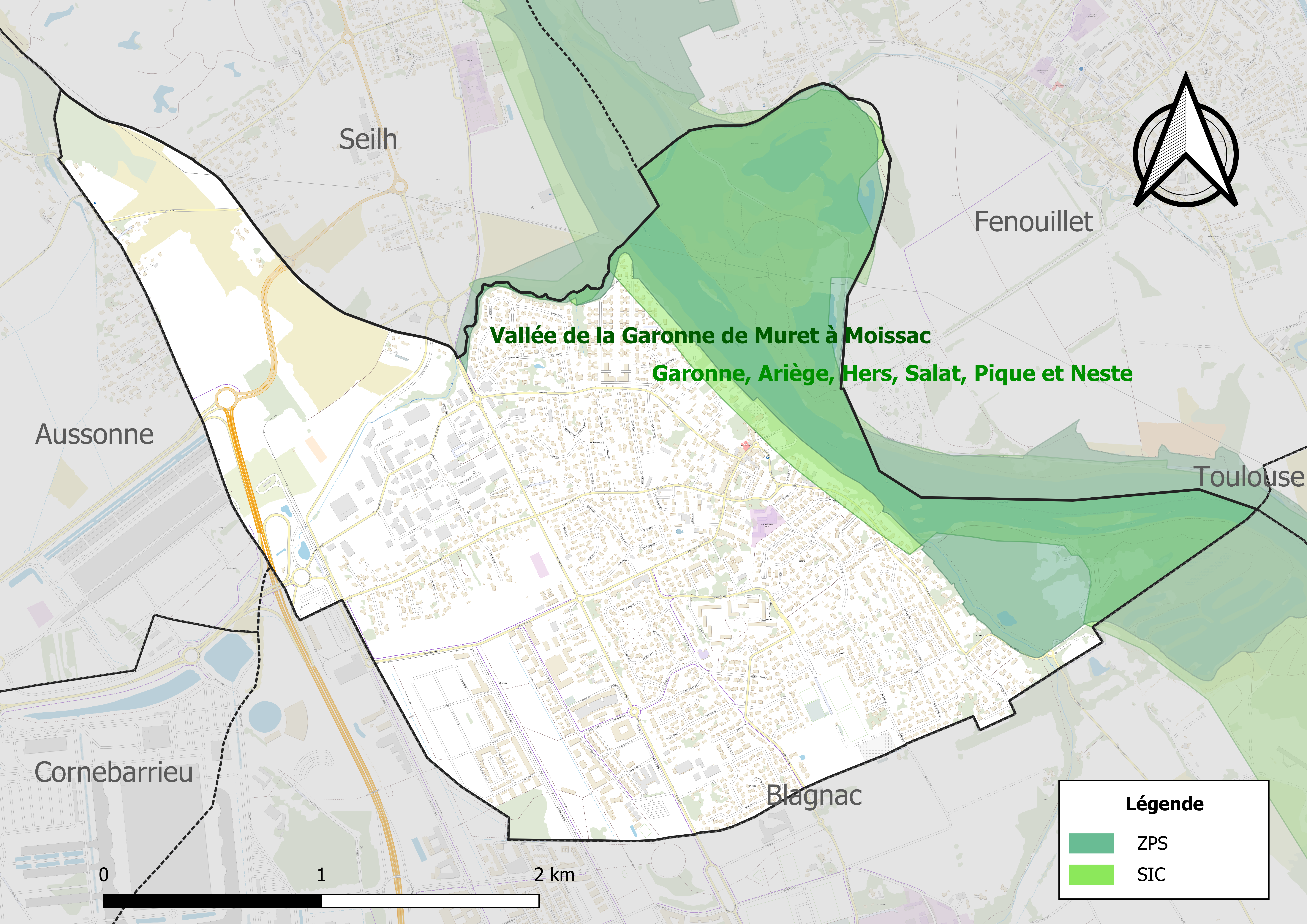
Site Natura 2000 sur le territoire communal.

Le réseau Natura 2000 est un réseau écologique européen de sites naturels d'intérêt écologique élaboré à partir des directives habitats et oiseaux, constitué de zones spéciales de conservation (ZSC) et de zones de protection spéciale (ZPS).
Un site Natura 2000 a été défini sur la commune au titre de la directive habitats.
- « Garonne, Ariège, Hers, Salat, Pique et Neste », d'une superficie de 9 581 ha, un réseau hydrographique pour les poissons migrateurs (zones de frayères actives et potentielles importantes pour le Saumon en particulier qui fait l'objet d'alevinages réguliers et dont des adultes atteignent déjà Foix sur l'Ariège[21] et  au titre de la directive oiseaux[20]
- la « vallée de la Garonne de Muret à Moissac », d'une superficie de 4 493 ha, hébergeant une avifaune bien représentée en diversité, mais en effectifs limités (en particulier, baisse des populations de plusieurs espèces de hérons). Sept espèces de hérons y nichent, dont le héron pourpré, ainsi que le Milan noir (avec des effectifs importants), l'Aigle botté, le Petit gravelot, la Mouette mélanocéphale, la Sterne pierregarin et le Martin-pêcheur[22].

#### Zones naturelles d'intérêt écologique, faunistique et floristique

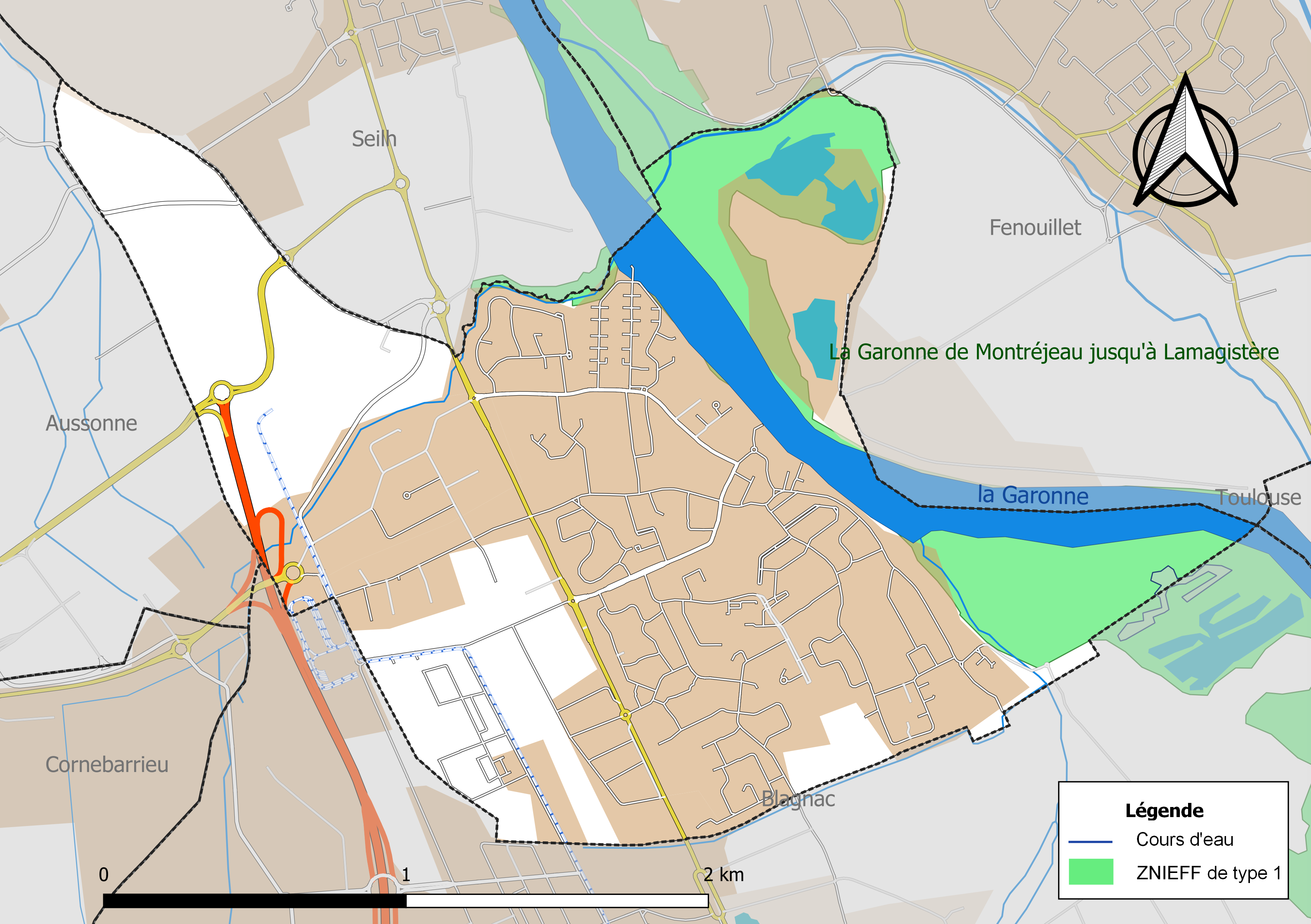
Carte de la ZNIEFF de type 1 localisée sur la commune.

L’inventaire des zones naturelles d'intérêt écologique, faunistique et floristique (ZNIEFF) a pour objectif de réaliser une couverture des zones les plus intéressantes sur le plan écologique, essentiellement dans la perspective d’améliorer la connaissance du patrimoine naturel national et de fournir aux différents décideurs un outil d’aide à la prise en compte de l’environnement dans l’aménagement du territoire.
Une ZNIEFF de type 1 est recensée sur la commune :
« la Garonne de Montréjeau jusqu'à Lamagistère » (5 075 ha), couvrant 92 communes dont 63 dans la Haute-Garonne, trois en Lot-et-Garonne et 26 en Tarn-et-Garonne et une ZNIEFF de type 2, : 
« la Garonne et milieux riverains, en aval de Montréjeau » (6 874 ha), couvrant 93 communes dont 64 dans la Haute-Garonne, trois en Lot-et-Garonne et 26 en Tarn-et-Garonne.

## Urbanisme

### Typologie
Au 1er janvier 2024, Beauzelle est catégorisée grand centre urbain, selon la nouvelle grille communale de densité à sept niveaux définie par l'Insee en 2022.
Elle appartient à l'unité urbaine de Toulouse, une agglomération inter-départementale regroupant 81  communes, dont elle est une commune de la banlieue,,. Par ailleurs la commune fait partie de l'aire d'attraction de Toulouse, dont elle est une commune du pôle principal,. Cette aire, qui regroupe 527 communes, est catégorisée dans les aires de 700 000 habitants ou plus (hors Paris),.

### Occupation des sols
L'occupation des sols de la commune, telle qu'elle ressort de la base de données européenne d’occupation biophysique des sols Corine Land Cover (CLC), est marquée par l'importance des territoires artificialisés (64,1 % en 2018), en augmentation par rapport à 1990 (50,5 %). La répartition détaillée en 2018 est la suivante : 
zones urbanisées (40 %), zones industrielles ou commerciales et réseaux de communication (20,8 %), zones agricoles hétérogènes (12,5 %), forêts (9,6 %), milieux à végétation arbustive et/ou herbacée (6,8 %), eaux continentales (5,6 %), mines, décharges et chantiers (3 %), terres arables (1,4 %), espaces verts artificialisés, non agricoles (0,3 %).
L'IGN met par ailleurs à disposition un outil en ligne permettant de comparer l’évolution dans le temps de l’occupation des sols de la commune (ou de territoires à des échelles différentes). Plusieurs époques sont accessibles sous forme de cartes ou photos aériennes : la carte de Cassini (XVIIIe siècle), la carte d'état-major (1820-1866) et la période actuelle (1950 à aujourd'hui).

### Voies de communication et transports
- Par la route : autoroute A621 sortie  04.
- Par l'avion : aéroport de Toulouse-Blagnac.

Beauzelle est le terminus de la ligne T1 du tramway de Toulouse, qui permet de rejoindre Blagnac, Toulouse et les stations de métro Arènes (ligne A) et Palais-de-Justice (ligne B) depuis le MEETT.
La ligne 70 part de la station Jeanne-d'Arc jusqu'à Aéroconstellation en desservant le centre-ville de Beauzelle, la ligne 71 part de la station de tramway Andromède-Lycée jusqu'à Aussonne en desservant également le quartier Andromède et la ligne 130 du réseau Tisséo relie aussi la station Andromède-Lycée, de la ligne T1, du tramway au centre commercial de Fenouillet en desservant la ZAC Andromède.
Enfin, la ligne 388 du réseau Arc-en-Ciel, reliant Grenade à la gare routière de Toulouse ou à la station Basso Cambo, dessert également la commune.

### Risques majeurs
Le territoire de la commune de Beauzelle est vulnérable à différents aléas naturels : météorologiques (tempête, orage, neige, grand froid, canicule ou sécheresse), inondations, mouvements de terrains et séisme (sismicité très faible). Il est également exposé à un risque technologique, la rupture d'un barrage. Un site publié par le BRGM permet d'évaluer simplement et rapidement les risques d'un bien localisé soit par son adresse soit par le numéro de sa parcelle.

#### Risques naturels
La commune fait partie du territoire à risques importants d'inondation (TRI) de Toulouse, regroupant 15 communes concernées par un risque de débordement de la Garonne, un des 18 TRI qui ont été arrêtés fin 2012 sur le bassin Adour-Garonne. Les événements significatifs passés sont la crue généralisée sur le bassin de la Garonne des 23 et 24 juin 1875 (7 500 m3/s à Toulouse), qui a fait 208 morts et détruit 1 219 maisons, et la crue des 1er au 5 février 1952 (3 300 m3/s) à Toulouse, qui a fait 7 victimes. Des cartes des surfaces inondables ont été établies pour trois scénarios : fréquent (crue de temps de retour de 10 ans à 30 ans), moyen (temps de retour de 100 ans à 300 ans) et extrême (temps de retour de l'ordre de 1 000 ans, qui met en défaut tout système de protection). La commune a été reconnue en état de catastrophe naturelle au titre des dommages causés par les inondations et coulées de boue survenues en 1982, 1989, 1993, 1999, 2000, 2006, 2009 et 2022,.

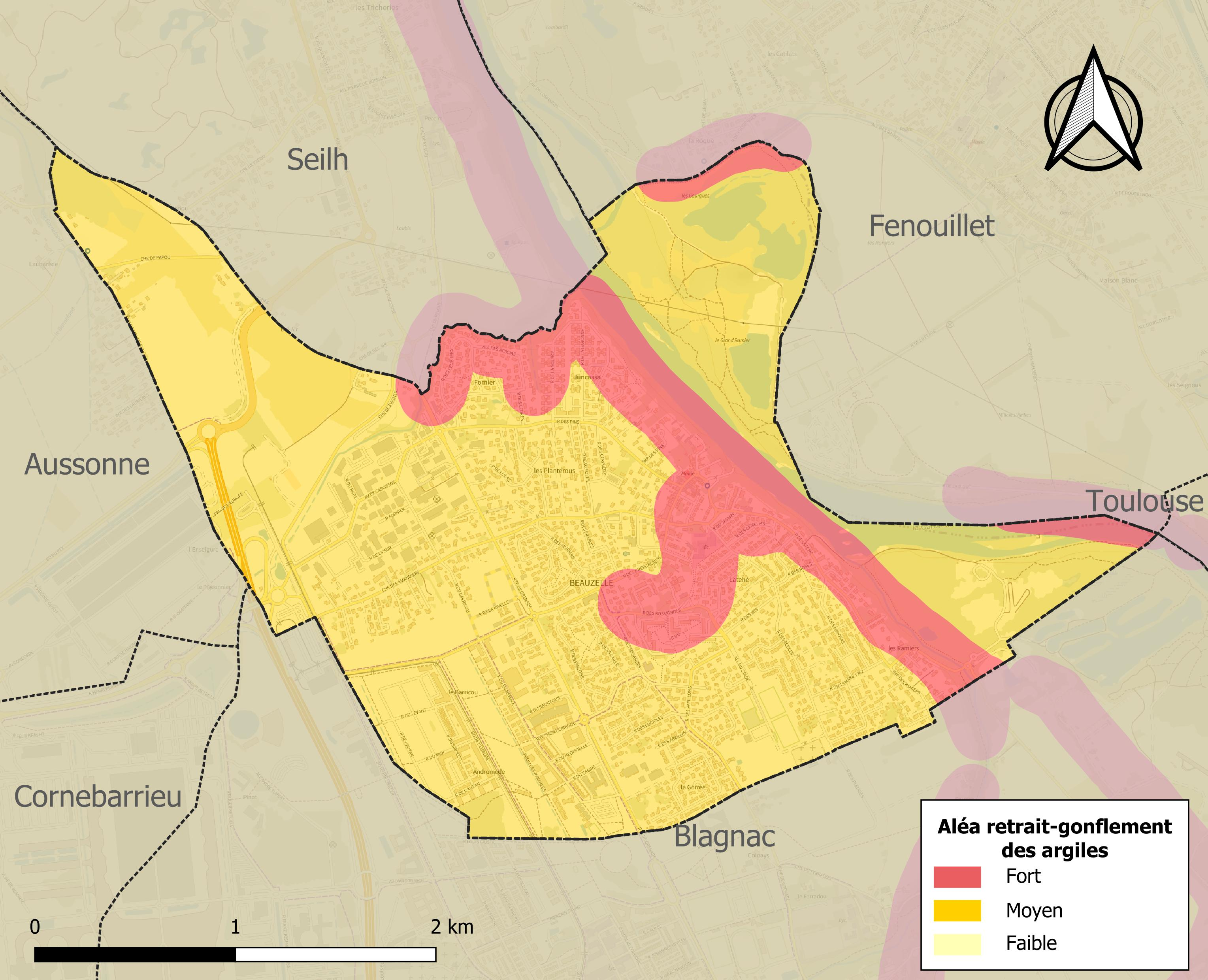
Carte des zones d'aléa retrait-gonflement des sols argileux de Beauzelle.

La commune est vulnérable au risque de mouvements de terrains constitué principalement du retrait-gonflement des sols argileux. Cet aléa est susceptible d'engendrer des dommages importants aux bâtiments en cas d’alternance de périodes de sécheresse et de pluie. La totalité de la commune est en aléa moyen ou fort (88,8 % au niveau départemental et 48,5 % au niveau national). Sur les 1 739 bâtiments dénombrés sur la commune en 2019, 1 739 sont en aléa moyen ou fort, soit 100 %, à comparer aux 98 % au niveau départemental et 54 % au niveau national. Une cartographie de l'exposition du territoire national au retrait gonflement des sols argileux est disponible sur le site du BRGM,.
Par ailleurs, afin de mieux appréhender le risque d’affaissement de terrain, l'inventaire national des cavités souterraines permet de localiser celles situées sur la commune.
Concernant les mouvements de terrains, la commune a été reconnue en état de catastrophe naturelle au titre des dommages causés par la sécheresse en 2003, 2011, 2012, 2015, 2016, 2017 et 2020 et par des mouvements de terrain en 1999.

#### Risques technologiques
La commune est en outre située en aval des barrages de Cap de Long sur la Neste de Couplan (Hautes-Pyrénées) et de l'Estrade sur la Ganguise (Aude). À ce titre elle est susceptible d’être touchée par l’onde de submersion consécutive à la rupture d'un de ces ouvrages.

## Histoire
En 1307, Beauzelle faisait partie de la seigneurie de Blagnac.
Beauzelle, de l'occitan baouzelle (bausèla), nom de l'unique chaumière qui, selon la tradition, se dressait autrefois au milieu de la forêt environnante et servait de halte aux gens de passage.
Comme de nombreuses communes situées à la périphérie d'une grande ville, Beauzelle vit une mutation d’une exceptionnelle ampleur. En 1886, le village compte 254 habitants et comprend, outre le village proprement dit, le hameau de la Sur ou de Gailhard et quelques maisons isolées, telles les métairies de Jonca, de Fernier, de Lagorée (ou la Gorrée) et de Latché. À la même époque, quatre voies desservent l’agglomération : la Grand Rue, la rue de Jonca, la rue de l’Église, la rue de la Fontaine.
D’août 1898 à février 1899, le peintre Henri Matisse vécut à Beauzelle avec sa femme Alexandrine Parayre qui y était née le 16 février 1872. Leur premier fils Jean y naquit lui aussi le 10 janvier 1899.

## Politique et administration

### Administration municipale
Le nombre d'habitants au recensement de 2017 étant compris entre 5 000 habitants et 9 999 habitants, le nombre de membres du conseil municipal pour l'élection de 2020 est de vingt-neuf,.

### Rattachements administratifs et électoraux
La commune fait partie de la première circonscription de la Haute-Garonne, de Toulouse Métropole et du canton de Blagnac.

## Population et société

### Démographie
| 1793 | 1800 | 1806 | 1821 | 1831 | 1836 | 1841 | 1846 | 1851 |
| ---- | ---- | ---- | ---- | ---- | ---- | ---- | ---- | ---- |
| 198  | 227  | 207  | 245  | 260  | 254  | 245  | 266  | 268  |

| 1856 | 1861 | 1866 | 1872 | 1876 | 1881 | 1886 | 1891 | 1896 |
| ---- | ---- | ---- | ---- | ---- | ---- | ---- | ---- | ---- |
| 246  | 253  | 235  | 253  | 259  | 260  | 254  | 253  | 230  |

| 1901 | 1906 | 1911 | 1921 | 1926 | 1931 | 1936 | 1946 | 1954 |
| ---- | ---- | ---- | ---- | ---- | ---- | ---- | ---- | ---- |
| 230  | 205  | 192  | 185  | 185  | 167  | 167  | 231  | 287  |

| 1962 | 1968 | 1975  | 1982  | 1990  | 1999  | 2006  | 2007  | 2012  |
| ---- | ---- | ----- | ----- | ----- | ----- | ----- | ----- | ----- |
| 379  | 623  | 2 736 | 3 573 | 5 405 | 5 376 | 4 973 | 4 914 | 5 480 |

| 2017  | 2022  | - | - | - | - | - | - | - |
| ----- | ----- | - | - | - | - | - | - | - |
| 6 387 | 8 184 | - | - | - | - | - | - | - |

| selon la population municipale des années : | 1968 | 1975 | 1982 | 1990 | 1999 | 2006 | 2009 | 2013 |
| Rang de la commune dans le département      | 111  | 32   | 26   | 21   | 30   | 36   | 39   | 34   |
| Nombre de communes du département           | 592  | 582  | 586  | 588  | 588  | 588  | 589  | 589  |

### Enseignement
Beauzelle fait partie de l'académie de Toulouse.
L'éducation est assurée sur la commune grâce à l'école maternelle Les Mésanges, les écoles primaires Les Chênes et Henri Matisse et le collège public est ouvert pour la rentrée scolaire 2022.
Le lycée Saint-Exupéry est situé dans la commune voisine de Blagnac.
La commune possède aussi un Centre de formation d'apprentis de l'industrie.

### Écologie et recyclage
La collecte et le traitement des déchets des ménages et des déchets assimilés ainsi que la protection et la mise en valeur de l'environnement se font dans le cadre de la métropole de Toulouse Métropole.

## Économie

### Revenus
En 2018  (données Insee publiées en septembre 2021), la commune compte 2 840 ménages fiscaux, regroupant 6 768 personnes. La médiane du revenu disponible par unité de consommation est de 24 650 € (23 140 € dans le département). 61 % des ménages fiscaux sont imposés (55,3 % dans le département).

### Emploi
|                | 2008  | 2013  | 2018  |
| -------------- | ----- | ----- | ----- |
| Commune        | 5,5 % | 7,3 % | 9 %   |
| Département    | 7,7 % | 9,6 % | 9,3 % |
| France entière | 8,3 % | 10 %  | 10 %  |

En 2018, la population âgée de 15 à 64 ans s'élève à 4 272 personnes, parmi lesquelles on compte 78,3 % d'actifs (69,3 % ayant un emploi et 9 % de chômeurs) et 21,7 % d'inactifs,. Depuis 2008, le taux de chômage communal (au sens du recensement) des 15-64 ans est inférieur à celui de la France et du département.
La commune fait partie du pôle principal de l'aire d'attraction de Toulouse,. Elle compte 1 809 emplois en 2018, contre 1 551 en 2013 et 1 125 en 2008. Le nombre d'actifs ayant un emploi résidant dans la commune est de 2 989, soit un indicateur de concentration d'emploi de 60,5 % et un taux d'activité parmi les 15 ans ou plus de 62,1 %.
Sur ces 2 989 actifs de 15 ans ou plus ayant un emploi, 533 travaillent dans la commune, soit 18 % des habitants. Pour se rendre au travail, 81,1 % des habitants utilisent un véhicule personnel ou de fonction à quatre roues, 7,1 % les transports en commun, 8,3 % s'y rendent en deux-roues, à vélo ou à pied et 3,5 % n'ont pas besoin de transport (travail au domicile).

### Activités

#### Secteurs d'activités
476 établissements sont implantés  à Beauzelle au 31 décembre 2019. Le tableau ci-dessous en détaille le nombre par secteur d'activité et compare les ratios avec ceux du département,.
| Secteur d'activité                                                                                        | Commune | Commune | Département |
| Secteur d'activité                                                                                        | Nombre  | %       | %           |
| --- | ------- | ------- | ----------- |
| Ensemble                                                                                                  | 476     | 100 %   | (100 %)     |
| Industrie manufacturière, industries extractives et autres                                                | 25      | 5,3 %   | (5,7 %)     |
| Construction                                                                                              | 59      | 12,4 %  | (12 %)      |
| Commerce de gros et de détail, transports, hébergement et restauration                                    | 127     | 26,7 %  | (25,9 %)    |
| Information et communication                                                                              | 11      | 2,3 %   | (4,1 %)     |
| Activités financières et d'assurance                                                                      | 16      | 3,4 %   | (3,8 %)     |
| Activités immobilières                                                                                    | 7       | 1,5 %   | (4,2 %)     |
| Activités spécialisées, scientifiques et techniques et activités de services administratifs et de soutien | 100     | 21 %    | (19,8 %)    |
| Administration publique, enseignement, santé humaine et action sociale                                    | 81      | 17 %    | (16,6 %)    |
| Autres activités de services                                                                              | 50      | 10,5 %  | (7,9 %)     |

Le secteur du commerce de gros et de détail, des transports, de l'hébergement et de la restauration est prépondérant sur la commune puisqu'il représente 26,7 % du nombre total d'établissements de la commune (127 sur les 476 entreprises implantées  à Beauzelle), contre 25,9 % au niveau départemental.

#### Entreprises et commerces
Les cinq entreprises ayant leur siège social sur le territoire communal qui génèrent le plus de chiffre d'affaires en 2020 sont : 
- Encheres Vo, activités spécialisées, scientifiques et techniques diverses (19 089 k€)
- Enkan, activités des sociétés holding (5 078 k€)
- Les Artisans Du Languedoc, travaux de maçonnerie générale et gros œuvre de bâtiment (3 996 k€)
- Techniques Generale Des Fluides - TGF, commerce de gros (commerce interentreprises) de fournitures et équipements industriels divers (2 914 k€)
- Tiger-Grip, fabrication de chaussures (2 176 k€)

Beauzelle fait partie du projet Blagnac Constellation, et du site du nouveau parc des expositions de Toulouse.
Aucune exploitation agricole ayant son siège dans la commune n'est recensée lors du recensement agricole de 2020 (neuf en 1988),.

## Culture locale et patrimoine

### Lieux et monuments
- L'église Saint-Julien présente un clocher mur ou encore dit « à campenard ».
- Le moulin de Naudin dans la Garonne datant environ de 1830[56].

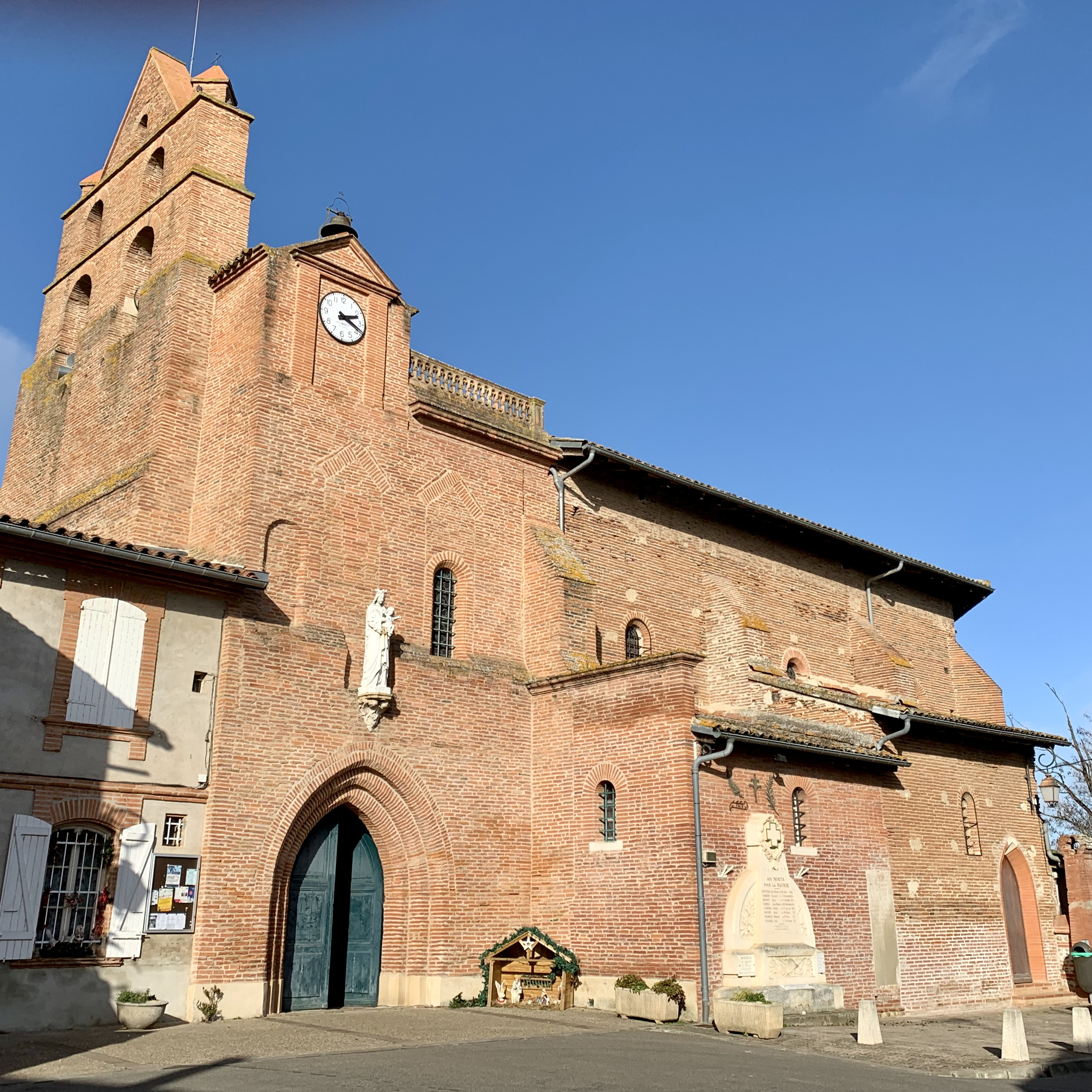
L'église Saint-Julien.
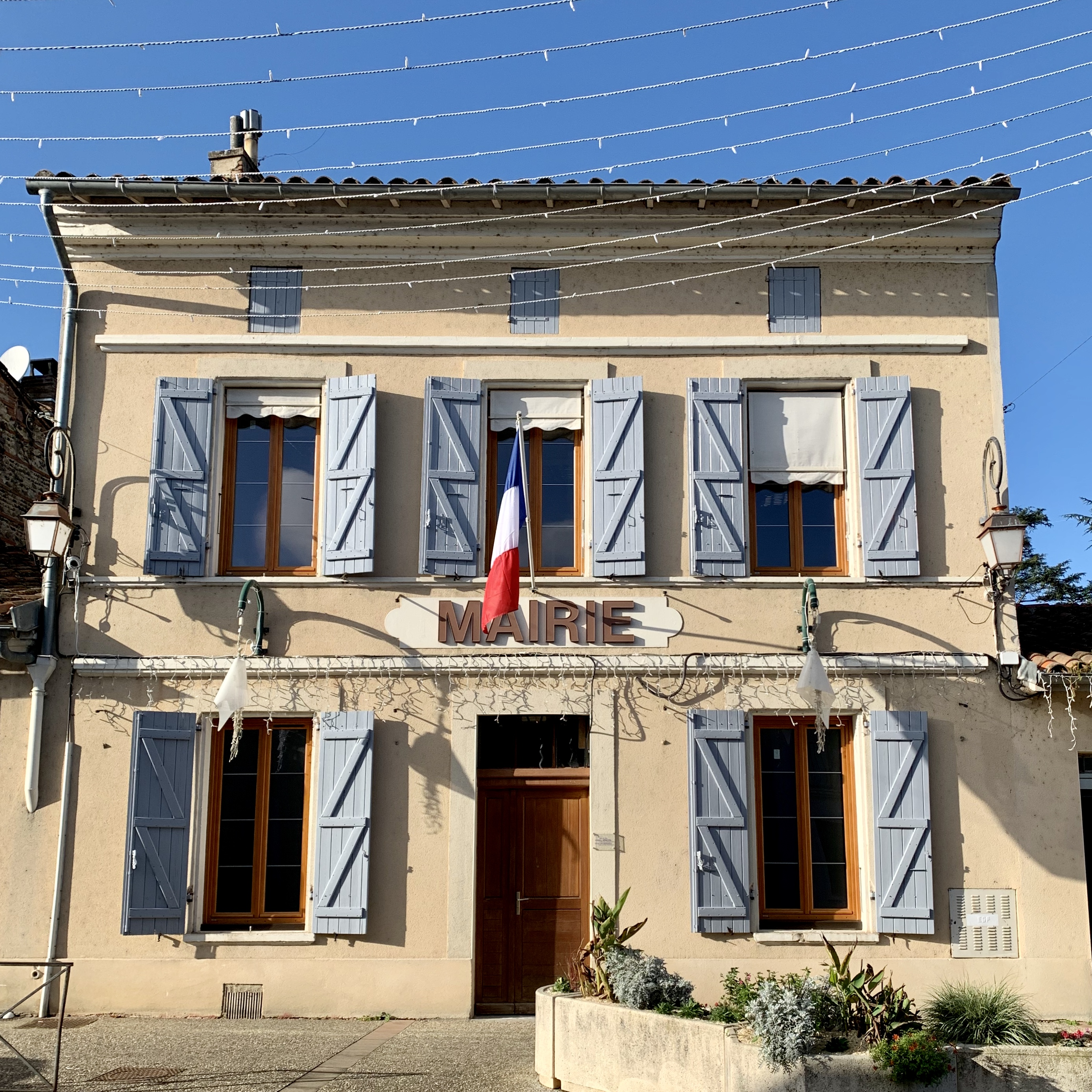
La mairie.
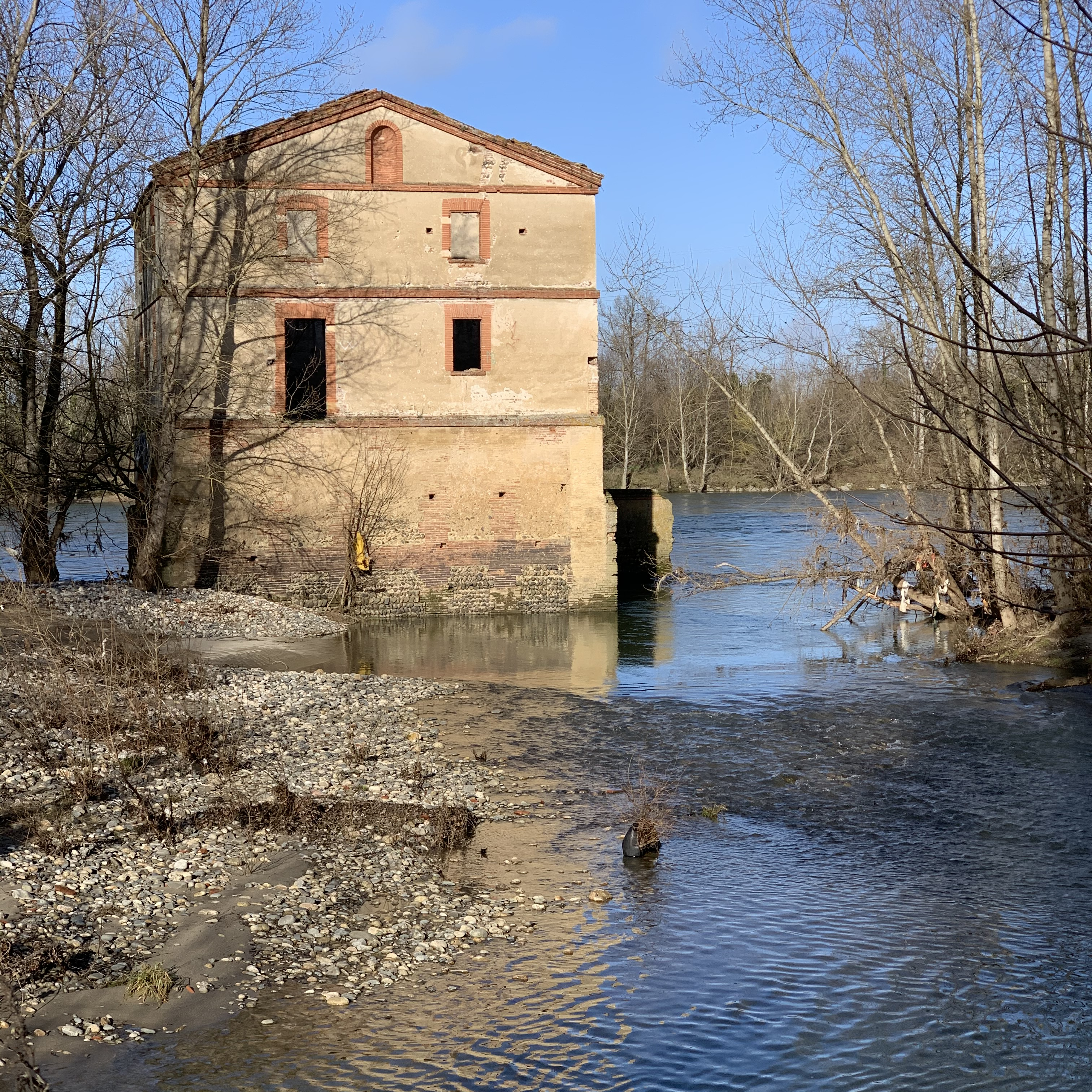
Le moulin de Naudin.
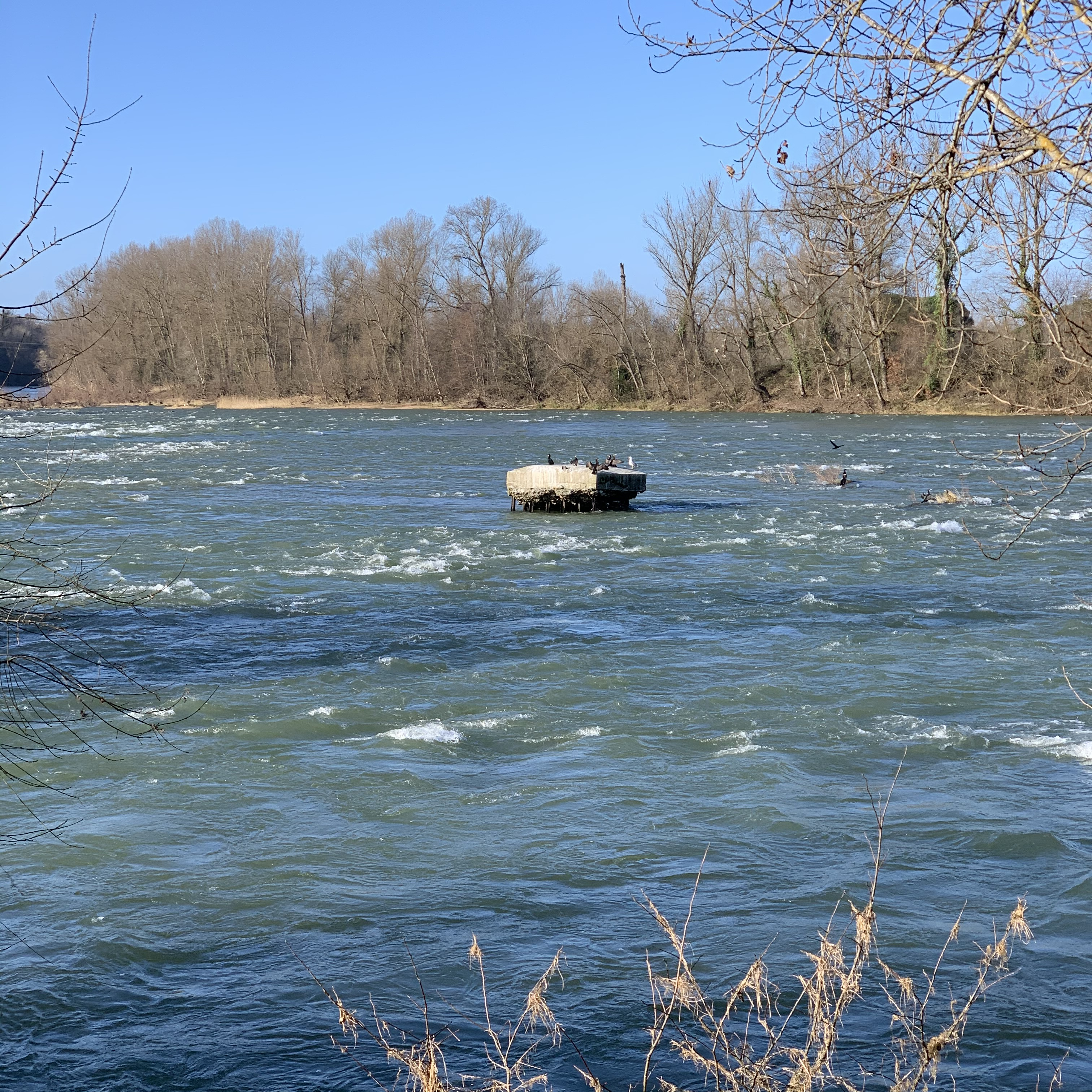
La Garonne avec des oiseaux sur des blocs de béton.

### Personnalités liées à la commune
- D'août 1898 à février 1899, vivait à Beauzelle le peintre Henri Matisse avec sa femme Alexandrine Parayre, née à Beauzelle le 16 février 1872.
- Frédéric Humbert y a épousé en 1878 Thérèse Daurignac, qui deviendra la fameuse Grande Thérèse, Thérèse Humbert.
- Gustave Humbert y est mort.
- Laurens Lavielle, deuxième plus grand maestro de l'émission N'oubliez pas les paroles !, a été élève à l'école de musique de Beauzelle et y vit.

### Héraldique
| Beauzelle | Son blasonnement est : D’argent à trois barres, la 1re d’azur, les deux autres de gueules, à l’étoile d’or brochant en chef et caudée en barre d'argent à dextre. |

## Pour approfondir